# 乐良郡
乐良郡，中国南北朝时设置的郡。
北魏改乐浪郡置乐良郡，隶属于营州，辖境相当今辽宁义县一带。其后一度废除，北魏正光末年复置，治所在连城（今辽宁义县），下辖永洛县、带方县。东魏兴和二年（540年）移至永乐县（治今河北保定市满城区西北），隶属于南营州，北齐天保七年（556年）改为昌黎郡。